# 천일의 약속
《천일의 약속》은 2011년 10월 17일부터 2011년 12월 20일까지 방송된 SBS의 월화드라마이다. 알츠하이머병을 소재로 하였다.
한편, 이서연(수애 분)이 콩나물국을 만드는 과정 중 냉동실에서 마늘을 찾아 국에 넣었는데 냉동실에 있던 마늘이 숟가락으로도 쉽게 떠진 장면
, 이서연의 생활 형편이 좋지 않은 설정과는 상반된 고가의 호사스러운 명품 의상 등으로 시청자들로부터 따끔한 눈초리를 샀으며 박지형(김래원 분)이 파혼하려 한다는 소식을 들은 이서연이 사촌오빠 장재민(이상우 분)한테 문자를 보내 도움을 청하는 과정에서 "왜 전화 안 받아"가 "왜 전화 않받아"로 잘못 표기된 바 있었다.

## 등장 인물

### 주요 인물
- 수애 : 이서연 역 (아역 : 박서연, 한보배)
- 김래원 : 박지형 역

### 서연 주변 인물
- 이상우 : 장재민 역
- 오미연 : 이서연 고모 역
- 유승봉 : 이서연 고모부 역
- 박유환 : 이문권 역 (아역 : 서영주)
- 정준 : 차동철 역
- 문정희 : 장명희 역
- 양한열 : 차지민 역
- 김부선 : 이서연&문권 생모 역

### 지형 주변 인물
- 김해숙 : 강수정 역
- 임채무 : 박창주 역
- 조은덕 : 강수익 역

### 향기 주변 인물
- 정유미 : 노향기 역
- 이미숙 : 오현아 역
- 박영규 : 노홍길 역
- 송창의 : 노영수 역

### 그 외 인물
- 장현성 : 김현민 역
- 강래연
- 박시현 - 박가령
- 서미영
- 고인범
- 알렉스 : 손석호 역
- 유혜리
- 최원영
- 이성민
- 남경민
- 한별 : 박예은 역<서연&지형 딸>

## 수상
- 2011년 SBS 연기대상 남자 최우수 연기상, 10대 스타상 김래원
- 2011년 SBS 연기대상 여자 최우수 연기상, 10대 스타상 수애
- 2011년 SBS 연기대상 뉴스타상 정유미
- 2011년 SBS 연기대상 특별 연기상 이미숙

## 시청률
아래의 파란색 숫자는 '최저 시청률'이고, 빨간색 숫자는 '최고 시청률'입니다. 시청률조사회사와 지역별로 시청률에 차이가 있을 수 있습니다.
| 2011년      | 2011년      | 2011년         | 2011년       | 2011년         | 2011년       |
| 회차        | 방송일      | TNmS 시청률    | TNmS 시청률  | AGB 시청률     | AGB 시청률   |
| 회차        | 방송일      | 대한민국(전국) | 서울(수도권) | 대한민국(전국) | 서울(수도권) |
| ----------- | ----------- | -------------- | ------------ | -------------- | ------------ |
| 제1회       | 10월 17일   | 12.1%          | 14.8%        | 12.8%          | 14.7%        |
| 제2회       | 10월 18일   | 13.0%          | 16.2%        | 14.6%          | 17.3%        |
| 제3회       | 10월 24일   | 14.3%          | 16.8%        | 15.1%          | 16.8%        |
| 제4회       | 10월 25일   | 14.9%          | 17.2%        | 17.5%          | 19.2%        |
| 제5회       | 10월 31일   | 14.9%          | 17.3%        | 15.5%          | 17.6%        |
| 제6회       | 11월 1일    | 16.4%          | 19.4%        | 17.2%          | 19.7%        |
| 제7회       | 11월 7일    | 15.8%          | 19.3%        | 17.5%          | 19.8%        |
| 제8회       | 11월 8일    | 16.9%          | 19.5%        | 19.2%          | 21.3%        |
| 제9회       | 11월 14일   | 15.8%          | 19.0%        | 16.2%          | 18.0%        |
| 제10회      | 11월 15일   | 16.2%          | 19.4%        | 17.2%          | 19.2%        |
| 제11회      | 11월 21일   | 15.2%          | 17.7%        | 16.7%          | 18.3%        |
| 제12회      | 11월 22일   | 15.7%          | 19.0%        | 17.4%          | 18.9%        |
| 제13회      | 11월 28일   | 14.6%          | 17.6%        | 16.7%          | 18.5%        |
| 제14회      | 11월 29일   | 14.4%          | 18.2%        | 16.8%          | 18.8%        |
| 제15회      | 12월 5일    | 14.1%          | 17.1%        | 15.6%          | 17.3%        |
| 제16회      | 12월 6일    | 15.0%          | 18.5%        | 16.9%          | 18.1%        |
| 제17회      | 12월 12일   | 14.7%          | 18.4%        | 15.3%          | 17.1%        |
| 제18회      | 12월 13일   | 15.4%          | 18.5%        | 16.9%          | 18.0%        |
| 제19회      | 12월 19일   | 15.7%          | 19.3%        | 17.0%          | 18.0%        |
| 제20회      | 12월 20일   | 19.6%          | 23.5%        | 19.8%          | 20.4%        |
| 평균 시청률 | 평균 시청률 | 15.2%          | 18.3%        | 16.6%          | 18.4%        |

## 참고 사항
- 송승헌이 박지형 역으로 낙점되었지만[6] 고사했는데 이미숙(오현아 역)은 송승헌이 나온 MBC 에덴의 동쪽에서 송승헌의 엄마 역으로 출연했다.[7]

## 경쟁 프로그램
- 포세이돈 (KBS 2TV)
- 브레인 (KBS 2TV)
- 계백 (MBC)
- 빛과 그림자 (MBC)
- 빠담빠담… 그와 그녀의 심장박동소리 (JTBC TV)